# 蘭谷

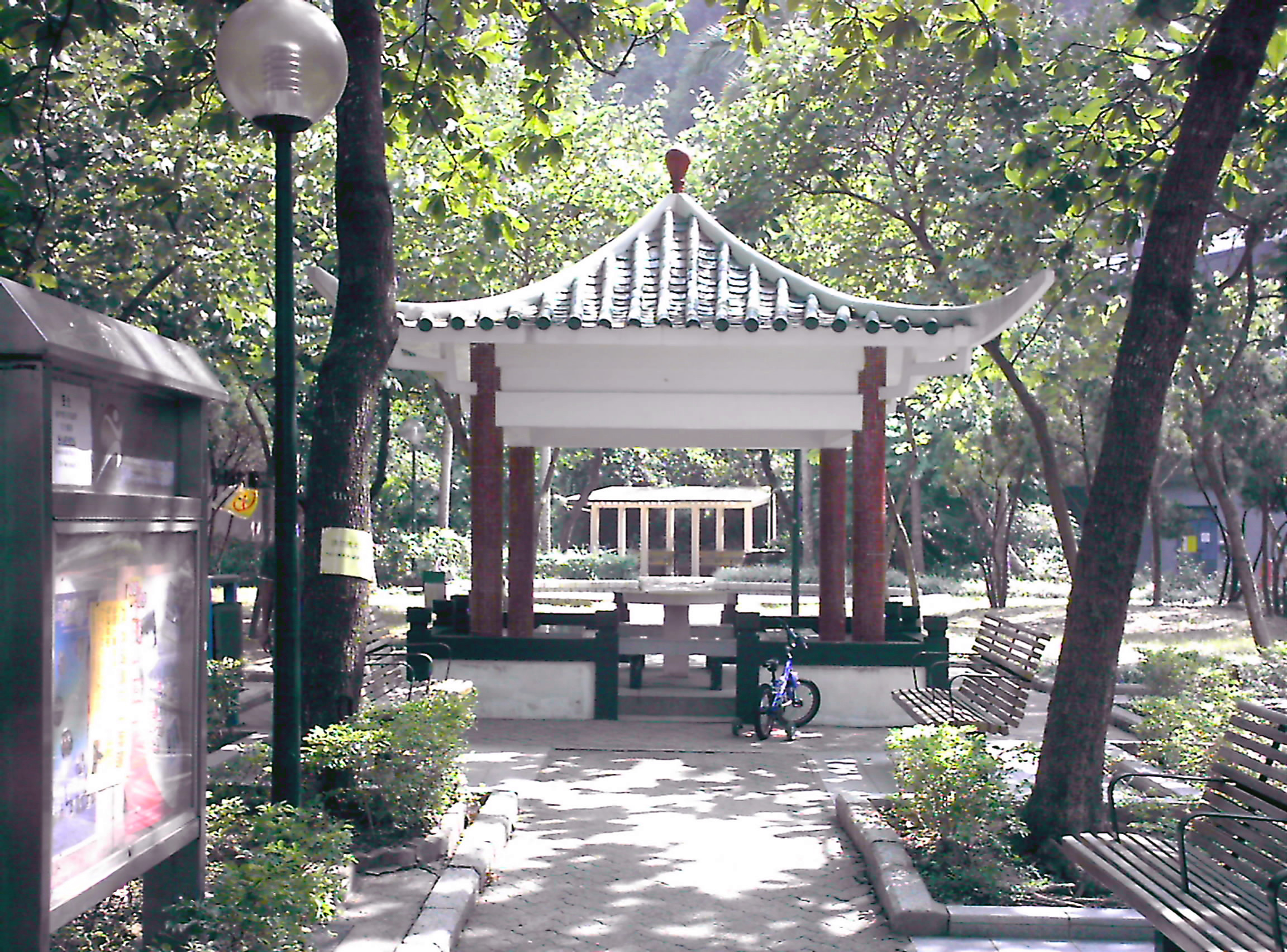
1965年春季建築的四角涼亭

蘭谷（英語：Orchid Valley）又稱寶雲道花園（英語：Bowen Road Garden），是康樂及文化事務署轄下的公園，位於香港島寶雲道與寶雲徑（Bowen Drive）的交界處的峽谷裡。

## 起源
在第二次世界大戰前，它是一個V字形之向北峽谷，三面叢林，兩旁山溪流水，寶雲道（三馬路）橫架溪澗之上，實際就是一道幾丈長的「三眼橋」，橋的兩端都有小徑進入峽谷，被香港市民稱為「蘭谷」。峽谷裡的岩石壁上，被遊人鑲嵌了四塊大理石漢字雕刻：從右至左為葉恭綽先生寫的「聽泉」、陳鑑坡先生寫的「活水」、海天逸叟寫的「滌塵」（已失）及佚名寫的「清泉」。當中的「活水」（或稱活水公園）至今仍為部份市民對該處的稱呼。
中華民國三十年（1941年）的時候，有10人位旅居香港的親清朝讀書人定期在這裡聚會研究詩詞歌賦，人們稱他們為「九老團」，其中最齡的是當年78歲的劉薇卿先生及77歲的梁覺民先生，其餘是嚴醒庶先生、馮子舟先生、甘卿遠先生、胡選默先生、羅亦璋先生、莫雨澗先生、岑季翹先生、呂觴憮先生。其中呂觴憮先生當年只是55歲，不入九老之列。他們聯合寫成著作《蘭谷雅集》，用「撥雪尋古道，倚樹聽流泉」為韻，拈韻分題，吟了幾十首詩，叫做《蘭谷吟》，並被出版印刷成詩集，由最年長的劉薇卿先生寫序，開端有「寶雲道，香島靜境也，最勝處曰蘭谷，仰接層巒，俯臨清澗，蔚然而深秀」幾句，把「蘭谷」的美景描寫出來。
在1965年的春季，香港政府在峽谷填土，改建成公園，當年建築一座四角涼亭、小徑，座椅、花圃及盥洗室等設施，便利觀光客。

## 鄰近觀光點
- 姻緣石（寶雲道情人石公園）